# Eviota aquila
Eviota aquila, tên thông thường là dark dwarfgoby, là một loài cá biển thuộc chi Eviota trong họ Cá bống trắng. Loài này được mô tả lần đầu tiên vào năm 2014.

## Từ nguyên
Trong tiếng Latinh, từ aquila trong danh pháp của E. aquila có nghĩa là "màu sẫm, gần như đen", ám chỉ màu sắc sẫm tối ở loài cá này, đặc biệt là vùng đầu, gáy và má.

## Phạm vi phân bố và môi trường sống
E. aquila có phạm vi phân bố ở Tây Thái Bình Dương. Loài cá này đã được tìm thấy ở vùng biển ngoài khơi phía nam đảo Đài Loan, độ sâu khoảng 10 m trở lại.
E. aquila chỉ được biết đến qua 53 mẫu vật được thu thập được ở 7 địa điểm ngoài khơi phía nam đảo Đài Loan từ năm 1968 đến 1978. Hơn 40 năm qua, không một mẫu vật nào của E. aquila được thu thập tại Đài Loan. Điều này cho thấy, loài cá này có phạm vi rất hạn chế. Các địa điểm phát hiện ra E. aquila rất gần Vườn quốc gia Kenting, nơi đang bị đe dọa bởi những cơn xoáy thuận ngoài biển khơi, và nếu loài này xuất hiện bên ngoài khu vực công viên, E. aquila cũng bị đe dọa bởi sự phát triển ở vùng ven biển. Môi trường sống của E. aquila bị đe dọa, cộng với việc phạm vi phân bố của chúng bị giới hạn, E. aquila được xếp vào Loài nguy cấp.

## Mô tả
Chiều dài cơ thể tối đa được ghi nhận ở E. aquila là gần 2,2 cm. Màu sắc của mẫu gốc khi còn sống không được ghi chép lại.
Số gai ở vây lưng: 7; Số tia vây mềm ở vây lưng: 8 - 9; Số gai ở vây hậu môn: 1; Số tia vây mềm ở vây hậu môn: 8; Số tia vây mềm ở vây ngực: 16 - 18.